# ETCD

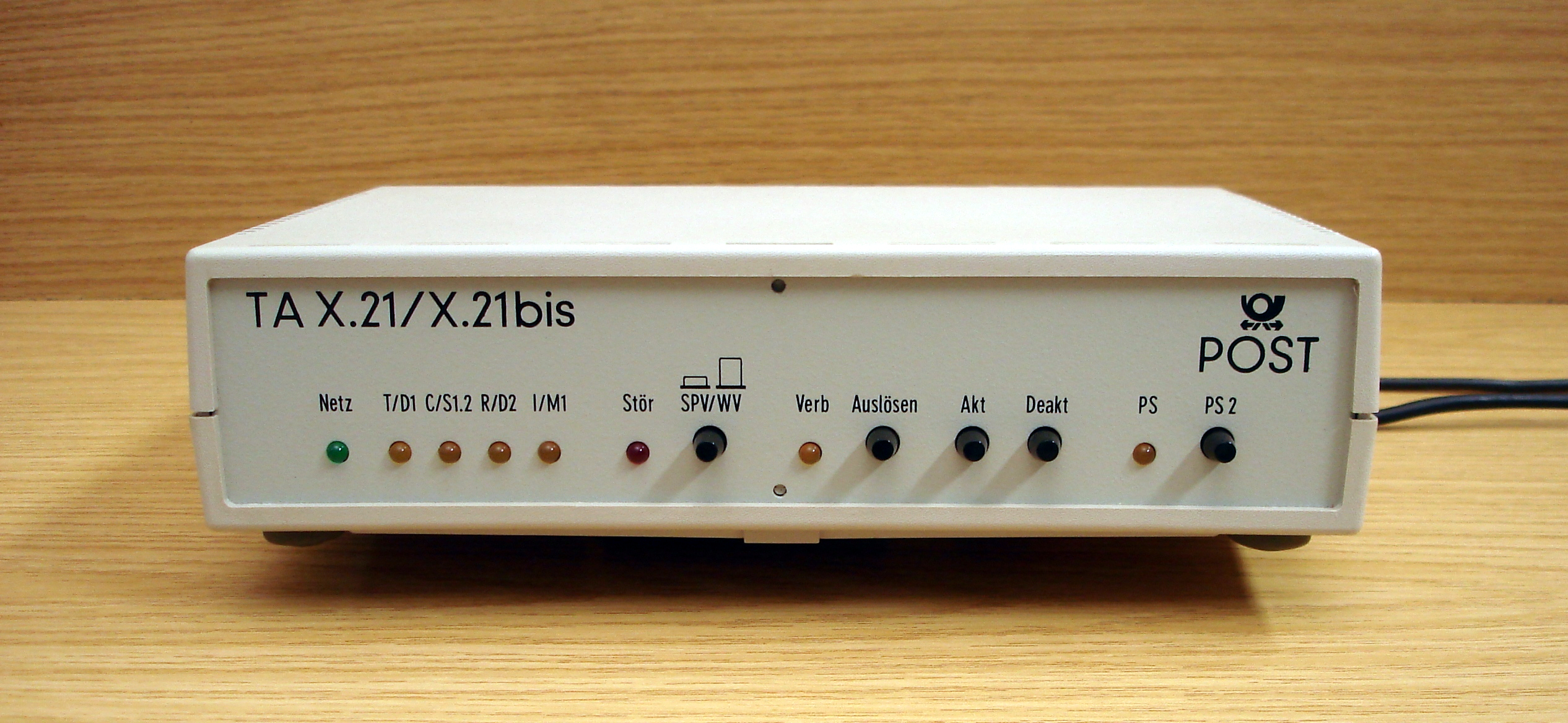
Terminal adaptador X.21

L'Equip Terminal del Circuit de Dades (ETCD), en anglès Data circuit-terminating equipment (DCE), també conegut com a Equip de Comunicació de Dades (ECD), és aquell dispositiu que participa en la comunicació entre dos dispositius, però que no és receptor final ni emissor original de les dades que formen part d'aquesta comunicació.
És el component del circuit de dades que transforma o adequa els senyals per poder utilitzar el canal de comunicacions.